# 小屋大薇紀念門

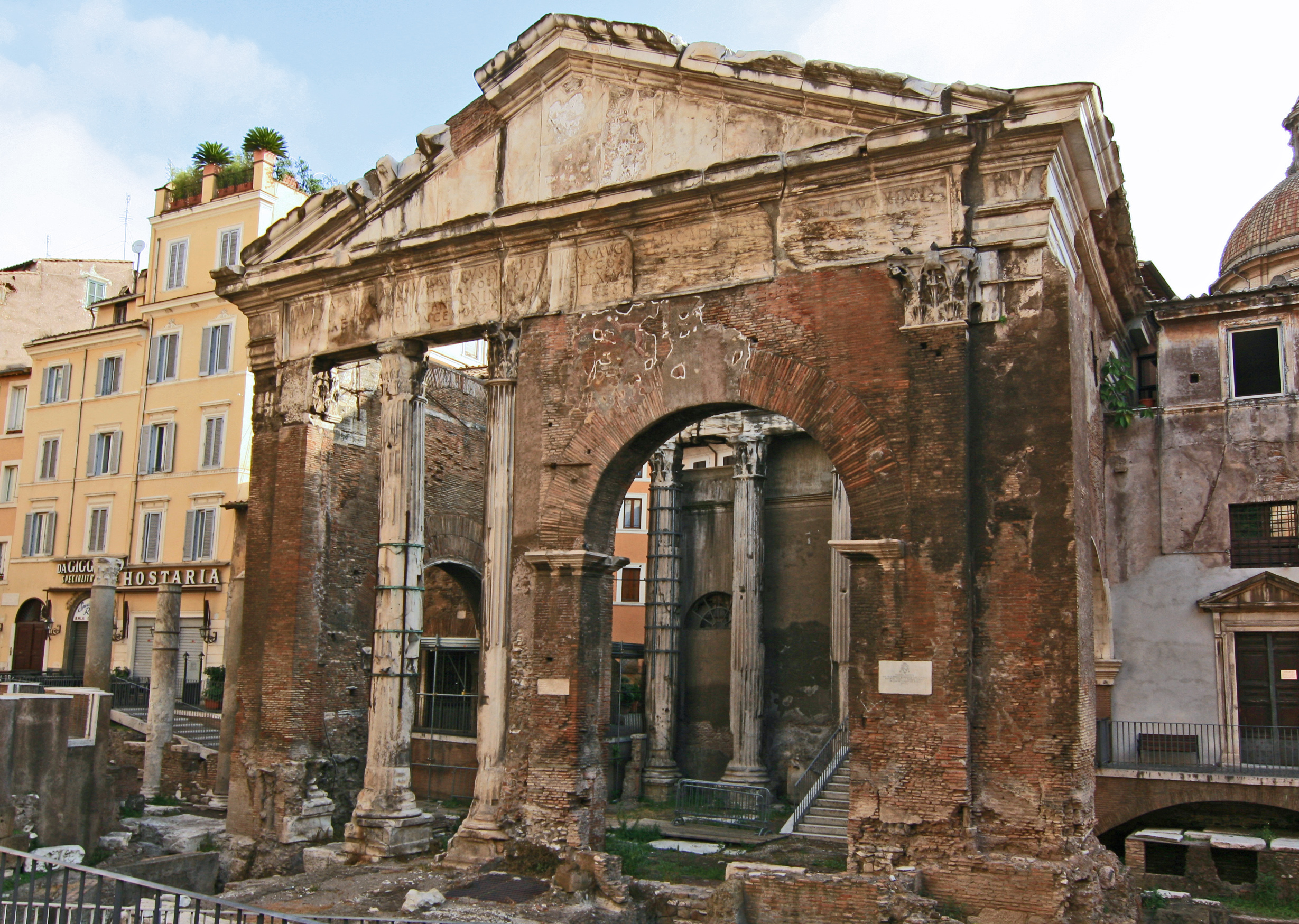
廣場遺跡

小屋大薇紀念門（義大利語：Portico di Ottavia）是義大利首都羅馬的一座建築遺跡，係奧古斯都以他的姐姐小屋大薇命名。在442年的地震時，該建築被損壞。從中世紀開始至19世紀末期，該建築被用作魚市場。

## 外部連結
- LacusCurtius.com: Samuel Ball Platner, revised by Thomas Ashby, A Topographical Dictionary of Ancient Rome: Porticus Octaviae （页面存档备份，存于）
- The Portico of Octavia （页面存档备份，存于） (etching by Giovanni Battista Piranesi) at the Metropolitan Museum of Art (New York City)

41°53′33″N 12°28′43″E / 41.8925°N 12.4786°E